# Championnat du Cameroun féminin de football
Le Championnat du Cameroun féminin de football est une compétition de football féminin opposant les meilleurs clubs du Cameroun.

## Histoire
Jusqu'en 2007, les clubs champions régionaux s'affrontaient ensuite dans une phase finale à Yaoundé pour le titre. Depuis 2008, le championnat se déroule sur la saison à travers le pays.
L'histoire du championnat féminin est chaotique, entre manque de moyens, grèves et conflits avec la Fecafoot. Cependant, la signature d'un contrat de sponsoring avec Guinness en 2020 laisse espérer une stabilité du championnat.

## Équipes actuelles
Liste des équipes participant à la saison 2020-2021 :
- Amazones FAP
- AS Awa FC
- Caïman de Douala
- Canon Yaoundé
- ASFF Diamaré
- FC Ebolowa
- Éclair Football Filles de Sa'a
- Eding Sport
- Louves Minproff
- Renaissance Athlétique de Figuil
- Renaissance Women de Guider
- Vision Sports of Bamenda

## Palmarès
| Saison | Vainqueur               |
| ------ | ----------------------- |
| 1991   | Canon Yaoundé           |
| 1992   | inconnu                 |
| 1993   | Cosmos de Douala        |
| 1994   | Canon Yaoundé           |
| 1995   | inconnu                 |
| 1996   | inconnu                 |
| 1997   | inconnu                 |
| 1998   | Lorema                  |
| 1999   | inconnu                 |
| 2000   | Canon Yaoundé           |
| 2001   | inconnu                 |
| 2002   | Magic Bafoussam         |
| 2003   | Ngondi Nkam             |
| 2004   | Canon Yaoundé           |
| 2005   | inconnu                 |
| 2006   | Canon Yaoundé           |
| 2007   | Canon Yaoundé           |
| 2008   | Lorema                  |
| 2009   | Championnat non disputé |
| 2010   | École Franck Rohlicek   |
| 2011   | Louves Minproff         |
| 2012   | Louves Minproff         |
| 2013   | Caïman de Douala        |
| 2014   | Inconnu                 |
| 2015   | Louves Minproff         |
| 2016   | Amazones FAP            |
| 2017   | Championnat abandonné   |
| 2018   | AS Awa FC               |
| 2019   | Louves Minproff         |
| 2020   | Louves Minproff         |
| 2021   | AS Awa FC               |
| 2022   | AS Awa FC               |
| 2023   | Lekié FF                |
| 2024   | FC Ebolowa              |